# Orlina (Czarnogóra)
Orlina (cyr. Орлина) – wieś w Czarnogórze, w gminie Nikšić. W 2011 roku liczyła 19 mieszkańców.